# 카틀레고 음펠라
카틀레고 음펠라(아프리칸스어: Katlego Abel Mphela), 1984년 11월 29일 ~)은 남아프리카 공화국의 전 축구 선수이다. 2010년 FIFA 월드컵에 프랑스과의 최종전에서 추가골을 넣고 2대 1 승리를 이끌었고, 이 활약으로 이 경기의 맨 오브 더 매치에 선정됐었다.